# Leonardo Antonio Olivieri
Leonardo Antonio Olivieri (Martina Franca, 23 febbraio 1689 – Napoli, 7 giugno 1752) è stato un pittore italiano, di scuola napoletana.

## Biografia
Nacque nel 1689 a Martina Franca, dove fu avviato alla pittura dallo zio omonimo, agrimensore e ricamatore. Si trasferì in età poco più che adolescenziale a Napoli, dove entrò nella scuola di Francesco Solimena, diventandone uno dei allievi più apprezzati, e dove morì nel 1752. Il figlio Gennaro intraprese la stessa carriera, riscuotendo però meno successo. Buona parte delle sue opere pervenute ai nostri giorni si trovano nella sua città natale (Martina Franca) e nella sua città adottiva (Napoli), tuttavia non mancano dipinti in chiese e pinacoteche di altre città del Sud Italia.

## Opere
- Giacobbe che lotta con l’angelo, tempera su muro, Chiesa di Sant’Antonio ai Cappuccini, Martina Franca.
- Il sogno della scala, tempera su muro, Chiesa di Sant’Antonio ai Cappuccini, Martina Franca
- San Pietro, olio su tela, 63x49, Chiesa di Sant’Antonio ai Cappuccini, Martina Franca
- San Paolo, olio su tela, 63x49, Chiesa di Sant’Antonio ai Cappuccini, Martina Franca
- Immacolata, Chiesa di Sant’Antonio ai Cappuccini, Martina Franca
- Assunta, olio su tela, Sant’Antonio ai Cappuccini, Martina Franca.
- Immacolata, olio su tela, 122x78, Arciconfraternita dell’Immacolata degli artieri, Martina Franca.
- La Vergine del Carmelo consegna lo scapolare a San Simone Stock, olio su tela, 200x150, firmata e datata: Oliverius F. 1720, Chiesa del Carmine, Sagrestia, Martina Franca.
- Natività della Vergine, olio su tela, 128x100, firmata e datata: Oliverius F. 1732, Oratorio della Confraternita della Natività e dei Dolori di Maria Santissima, Martina Franca.
- La Vergine delle Grazie con i Santi Carlo Borromeo, Bonaventura da Bagnoregio, Pasquale Baylon, Chiara, Lucia e Rosa da Viterbo, firmata e datata: Oliverius F. 1736, Chiesa di Sant’Antonio, Martina Franca.
- La donazione di alcuni feudi da parte del conte Goffredo il Normanno, 1718, scalone Palazzo vescovile, Nardò.
- L’arrivo a Nardò delle reliquie di San Gregorio Armeno, 1718, scalone Palazzo vescovile, Nardò.
- Vergine con Bambino in gloria, 1721, Chiesa di Santa Maria Materdomini, Napoli.
- Gesù e la Maddalena in casa del fariseo, 1725, sovrapporta coretto Chiesa di San Gregorio Armeno, Napoli.
- La lavanda dei piedi, 1725, sovrapporta coretto Chiesa di San Gregorio Armeno, Napoli.
- San Giovanni Evangelista, 1730, Cattedrale, Nardò.
- San Bernardino, 1730, Cattedrale, Nardò.
- Battesimo di Cristo, 1730, Cattedrale, Nardò.
- Immacolata e Santi, 1730, Cattedrale, Nardò.
- Cristo in gloria pregato dalla Vergine di deporre lo sdegno contro dei peccatori,  con le tre Virtù Teologali e San Filippo Neri nell'atto di accogliere i pellegrini, 1733, Oratorio della Arciconfraternita dei Nobili di Santa Maria della Misericordia ai Vergini, Napoli.
- Immacolata Concezione tra l’arcangelo Michele e San Gennaro, 1738, Basilica di San Paolo Maggiore, Napoli.
- Trionfo dell’Ordine Francescano, 1740, ex Convento di San Francesco, Taranto, ora Chiesa di San Domenico, Taranto.
- Trionfo dell’Ordine francescano, bozzetto, Chiesa di Santa Maria di Piedigrotta, Napoli.
- La sacra famiglia, 1747, Castello svevo, Bari.
- Deposizione, Castello svevo, Bari.
- Deposizione, Chiesa Nuova di Santa Maria dei sette dolori, Poggiorsini.
- Affreschi nella cappella della Nuova sacrestia dei Gerolamini, 1750, Napoli.
- Assunta adorata da Santi vescovi, 1752, Cattedrale, Caiazzo.
- Immacolata e Estasi di Sant'Antonio, tele, Chiesa di Sant'Antonio, Corigliano Calabro
- San Gennaro in gloria, olio su tela, Chiesa di San Gennaro (Napoli).
- Santa Chiara in gloria, olio su tela, Chiesa di San Francesco delle Monache, Aversa
- La Sacra Famiglia con i Santi Agata ed Antonio Abate, olio su tela, Chiesa di San Giovanni in Corte, Napoli.
- Addolorata tra i santi Nicola e Barbara, olio su tela, Museo archeologico nazionale di Taranto
- Deposizione, olio su tela, Museo archeologico nazionale di Taranto
- Natività mariana, primi sei mesi del 1747, olio su tela, lungo cinque palmi e largo quattro palmi, Chiesa Rettoria Madonna del Rosario della Frazione Coreggia (fondata il 25 gennaio 1747), cui non vi è più traccia dall'Ottocento.